# Timóteo
Timóteo es un municipio del estado de Minas Gerais, en Brasil. Se localiza en la Región Metropolitana de Vale do Aço.
Limita con los municipios de Ipatinga, Coronel Fabriciano, Antônio Dias, Jaguaraçu, Marliéria, Caratinga y Bom Jesus do Galho. Timóteo es la sede de Aperam South America (antigua Acesita), una empresa del grupo Aperam.

## Fotos

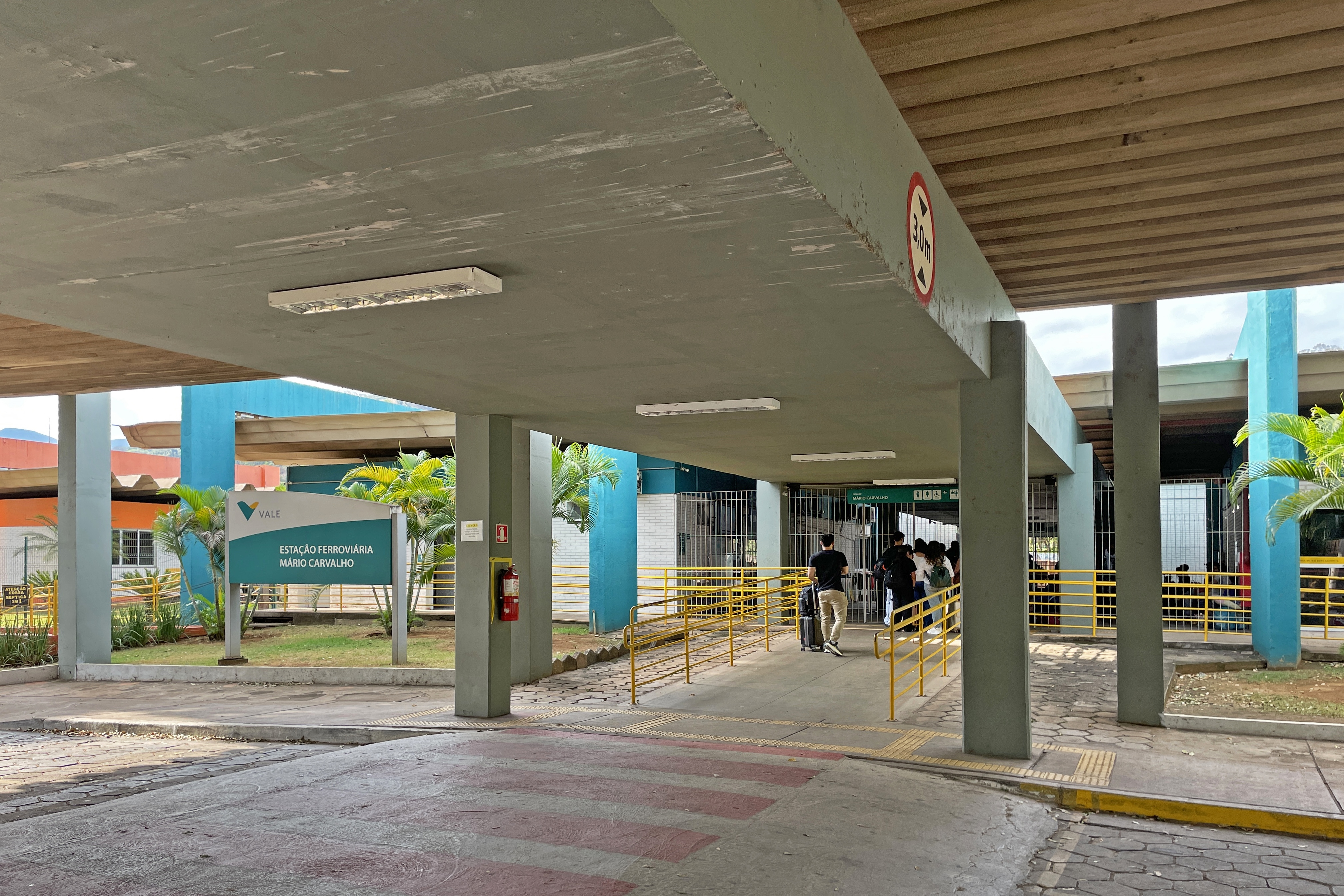
Estación Mário Carvalho
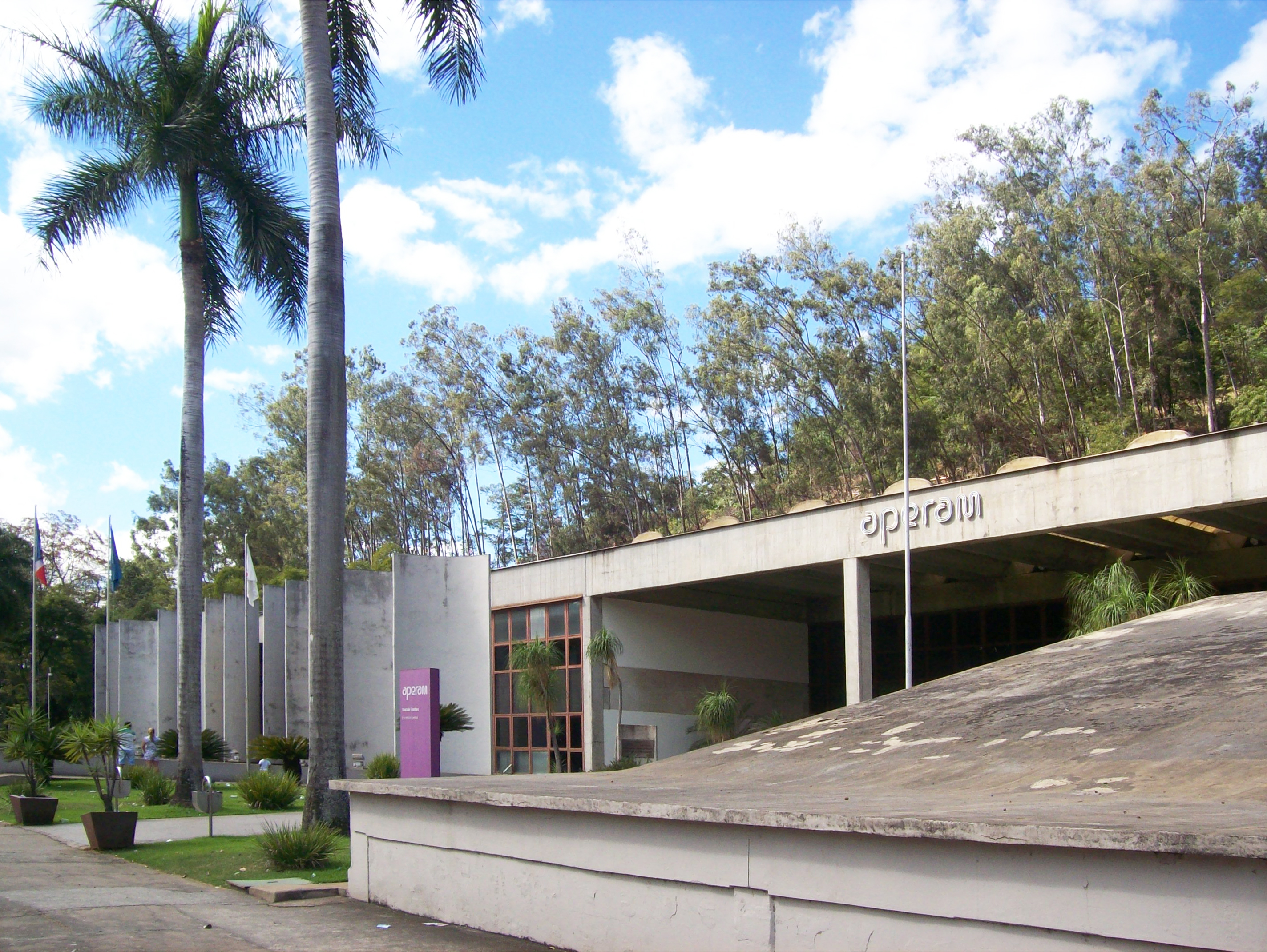
Aperam South America
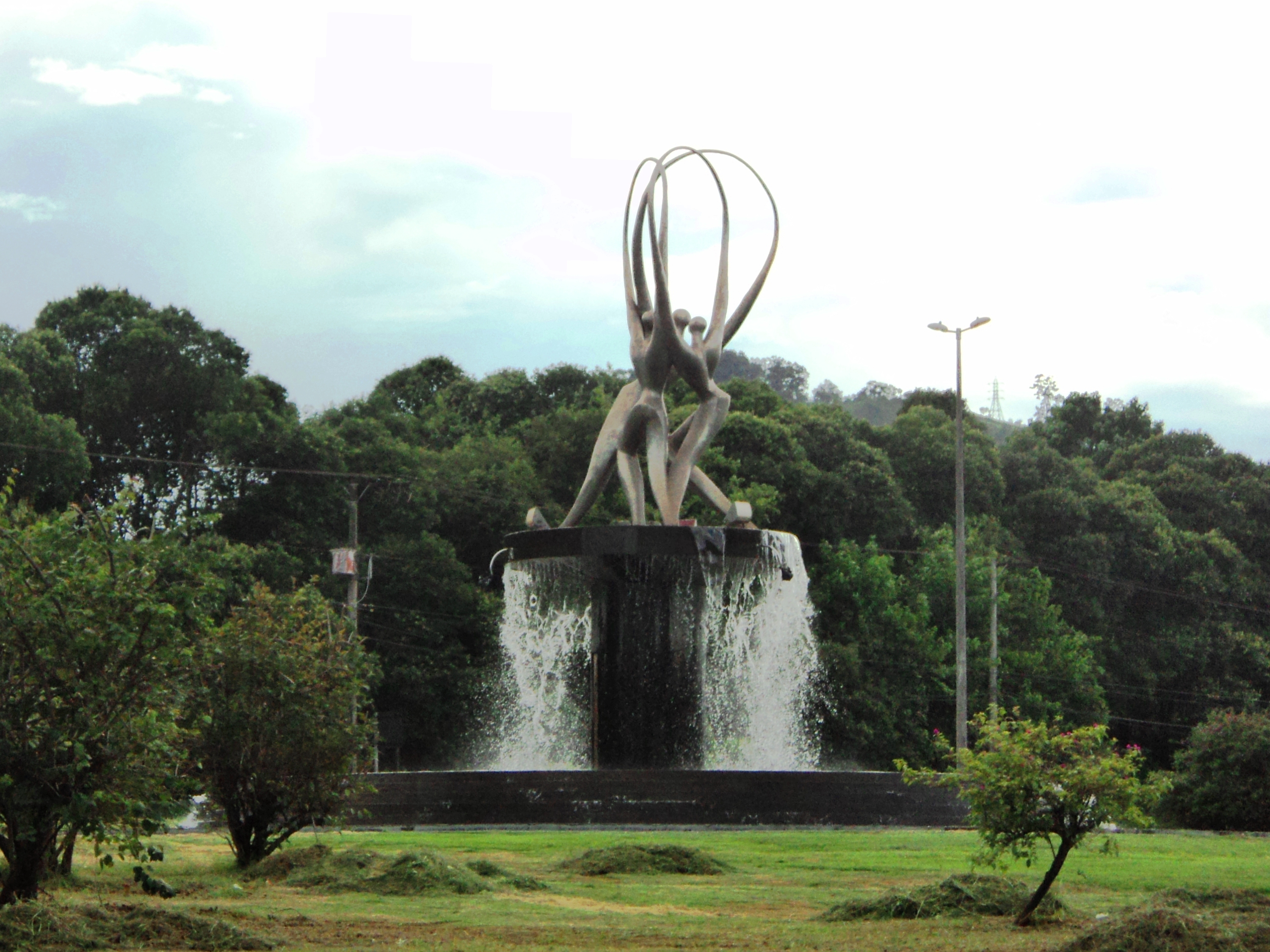
Monumento Sinergia